# Biri (paroliera)
Biri, pseudonimo di Ornella Ferrari (Sesto San Giovanni, 11 aprile 1909 – Milano, 25 febbraio 1983), è stata una paroliera italiana.

## Biografia
Cresciuta a Milano, si dedicò inizialmente al giornalismo e ai concerti musicali, come pianista. Iniziò  a scrivere testi di canzoni in maniera professionale solo nel secondo dopoguerra, assumendo lo pseudonimo "Biri", con il quale firmò tutti i suoi testi, divenendo una delle primissime paroliere italiane, insieme a Misselvia.
Il suo primo grande successo è Addormentarmi così, scritto su una musica di Vittorio Mascheroni per Lidia Martorana; da questo momento in poi la sua carriera è piena di soddisfazioni.
Partecipa al festival di Sanremo nel 1951 con La luna si veste d'argento (che si classifica al secondo posto, nell'interpretazione di Nilla Pizzi e Achille Togliani), nel 1952 con L'attesa, nel 1953 con L'altra, nel 1954 con Rose, nel 1955 con Zucchero e pepe, nel 1957 con Scusami (che si classifica al terzo posto, nell'interpretazione di Gino Latilla e Tonina Torrielli), nel 1958 con Io sono te e Tu sei del mio paese, nel 1959 con La luna è un'altra luna, nel 1961 con Febbre di musica e nel 1962 con Stanotte al luna park.
Partecipa allo Zecchino d'Oro nel 1960 con A-E-I-O-U Cha Cha Cha (su musica di Nino Ravasini) e nel 1961 con C'era una volta (su musica di Piero Soffici).
Si ritira dall'attività a metà degli anni '60, rendendosi conto che i gusti del pubblico stanno cambiando.

## Principali canzoni
- 1948 - Addormentarmi così per Lidia Martorana (musica di Vittorio Mascheroni)
- 1951 - La luna si veste d'argento per Nilla Pizzi e Achille Togliani (musica di Vittorio Mascheroni)
- 1953 - L'altra per Nilla Pizzi e Flo Sandon's (musica di Vittorio Mascheroni)
- 1954 - Rose (oggi i tempi son cambiati) per Katyna Ranieri e Vittoria Mongardi (musica di Guido Viezzoli)
- 1955 - Zucchero e pepe per Bruno Rosettani e Trio Aurora e per  Clara Jaione e Radio Boys (in collaborazione con Lydia Capece Minutolo; musica di Vittorio Mascheroni)
- 1958 - Io sono te per Carla Boni e Cristina Jorio (in collaborazione con  Alberto Testa,  e Raoul de Giusti; musica di Carlo Alberto Rossi)
- 1957 - Scusami per Gino Latilla e Tonina Torrielli (musica di Mario Perrone e Walter Malgoni)
- 1958 - Tu sei del mio paese per Gino Latilla e Natalino Otto (in collaborazione con Alberto Testa, e Raoul de Giusti; musica di Carlo Alberto Rossi)
- 1959 - La luna è un'altra luna per Gino Latilla e Natalino Otto (in collaborazione con Alberto Testa e Raoul de Giusti; musica di Carlo Alberto Rossi)
- 1959 - Ritorna lo shimmy  per Adriano Celentano e Anita Traversi (musica di Pino Massara e Vittorio Buffoli)
- 1959 - Il cuore a San Francisco (I left my heart in San Francisco) per Fausto Cigliano e Nicola Arigliano (in collaborazione con Vito Pallavicini; musica di George Cory)
- 1961 - Febbre di musica per Arturo Testa e Tonina Torrielli (musica di Vittorio Mascheroni)
- 1962 - Stanotte al luna park per Milva e Miriam Del Mare (in collaborazione con Vito Pallavicini; musica di Carlo Alberto Rossi)
- 1962 - Il Tappeto per Jenny Luna (in collaborazione con Cicero ; musica di Cesare Bovio)
- 1966 - Un giorno in più per Alberta (musica di Gino Paoli)